# ماتیاس کریتسک
ماتیاس کریتسک (آلمانی: Matthias Krizek؛ زادهٔ ۲۹ سپتامبر ۱۹۸۸) دوچرخه‌سوار اهل اتریش است.
از باشگاه‌هایی که در آن رکاب زده‌است می‌توان به لیکویگاس، کنندیل–دراپاک، و روت–آکروس اشاره کرد.